# Vistabella
Vistabella est un village de 148 habitants (INE 2008), situé au nord-ouest de la municipalité de La Secuita, dans la province de Tarragone.
C'était une ancienne étable qui se formait une partie du mandat Codony est séparé du domaine de la Santes Creus monastère, néanmoins, 1298 la moitié de la dîme et les nouveautés locales étaient possédés par l'archevêque et le chapitre de Tarragone, et l'autre moitié pour le monastère mentionné, il s'appuie sur une église d’architecture moderne catalane.